# Ecar
Ecar is een voormalige Belgische autofabrikant die uitsluitend elektrische auto's produceerde. Er waren ook lichte elektrische vrachtwagens van het merk verkrijgbaar.
De verschillende modellen waren:
- Cargo 321
- Pick Up 321
- Buggy 312
- Roadster 332
- Urban 334
- Urban 333

In 2021 werd het bedrijf failliet verklaard.